# 王懿徳
王 懿徳（おう いとく、Wang Yide、1798年 ‐ 1861年）、字は紹甫。清朝の官僚。
河南省祥符（現在の開封市）出身。1823年、進士となり、礼部主事、さらに郎中となった。その後、湖北襄陽知府、山東兗沂曹済道、山東塩運使、浙江按察使、山東按察使を歴任した。1850年に陝西布政使に昇進し、1851年に福建巡撫に抜擢された。巡撫として紙幣の発行を提議し、財政難を乗り切った。
1853年、福建小刀会の黄威・黄徳美が蜂起し、廈門・同安を占領したが、鎮圧に成功した。その功により1854年、閩浙総督に任命された。1857年に紅銭会の林万青の手引きで太平天国軍が江西省から福建省に侵入してくると、防衛にあたって撃退した。1858年、楊輔清率いる太平天国軍が再び江西省から福建省に侵入したが、やはり撃退に成功した。1859年、病で引退。死後、靖毅の諡号が贈られた。